# The Atlanta Journal-Constitution
The Atlanta Journal-Constitution est un journal quotidien américain d'Atlanta (Géorgie, États-Unis).
Le AJC, comme il est plus communément nommé, appartient au groupe Cox Enterprises spécialisé dans les activités médiatiques. En juin 1950, Cox Enterprises propriétaire du Atlanta Journal depuis 1939 achète l'Atlanta Constitution mais ne fusionne que les services centraux, administration et vente. Le journal commun est né en 1982 de la fusion entre le Atlanta Journal et le Atlanta Constitution et jusqu'en 2001, il fut diffusé sous les deux titres en deux versions différentes, une le matin pour le Constitution et une l'après-midi pour le Journal. Maintenant en version unique, le quotidien est diffusé à 460 672 exemplaires la semaine et à 620 782 pour les éditions du dimanche. Depuis 2003, est aussi un supplément nommé Access Atlanta, un magazine gratuit des loisirs de la ville.
Bien qu’officiellement les deux journaux fusionnèrent en 1982, le Journal garda une orientation politique de centre-droit tandis que le Constitution était plus libéral. Lors de la véritable fusion en 2001, les équipes de journalistes se joignirent également et la consigne fut d'adopter un ton plus équilibré. C'est ainsi que le journal encouragea vivement John Kerry lors de l’élection présidentielle de 2004 alors qu'en 2000 le Constitution soutint Al Gore quand le Journal montrait ses préférences pour George W. Bush.
Après l'attentat du parc du Centenaire, à Atlanta en 1996, le journal est le premier à porter des accusations à contre de Richard Jewell. Celui-ci sera finalement innocenté après quelques semaines de poursuites judiciaires, d'interrogation par le FBI, et de harcèlement par la presse. Le film consacré à ces poursuites, Le Cas Richard Jewell, s'attaque particulièrement à The Atlanta Journal-Constitution, laissant même entendre qu'une de ses journalistes a obtenu une information d'un agent du FBI en échange d'une relation sexuelle. Richard Jewell poursuit ensuite pour diffamation Cox Enterprises, sans succès.